# Gagrellula aurilimbata
Gagrellula aurilimbata is een hooiwagen uit de familie Sclerosomatidae.